# Stranice našeg vremena
A Stranice našeg vremena a szerb Smak együttes 1978-ban megjelent nagylemeze, melyet az RTB adott ki. Katalógusszáma: LP 55-5336. A hanglemez-kiadvány belső borítóján a dalszövegek is megtalálhatók. A 2008-as CD kiadáson bónuszdalok is hallhatóak.

## Az album dalai

### A oldal
1. Tendži – tandži (3:25)
2. Povedi me s njim (4:06)
3. Maht – tema (6:13)
4. The Pages of Our Time	(4:58)

### B oldal
1. Nebo je samo drum bez dna (3:55)
2. Ulazak u harem (3:54)
3. Ponoćni lovac (Biska 18) (11:06)